# فكرة 2004
قانون تحسين تعليم الأفراد ذوي الإعاقات لعام ٢٠٠٤ هو قانون صادر في الولايات المتحدة يفرض العدالة والمساءلة والتميز في التعليم للأطفال ذوي الإعاقات. واعتبارًا من عام ٢٠١٨، يتلقى حوالي سبعة ملايين طالب مسجلين في المدارس الأميركية خدمات التعليم الخاص بسبب الإعاقة.
تم التوقيع عليه ليصبح قانونًا من قبل الرئيس جورج دبليو. بوش في ٣ كانون الأول ٢٠٠٤. وأصبح ساري المفعول في ١ تموز ٢٠٠٥ باستثناء العناصر المتعلقة بـ"المعلم المؤهل تأهيلاً عالياً". يخول هذا القانون منحًا مالية على أساس الصيغة للولايات، بالإضافة إلى منح تقديرية للأبحاث والتكنولوجيا والتدريب. أصبحت أحدث مراجعة لقانون تحسين تعليم الأفراد ذوي الإعاقات سارية في تشرين الأول ٢٠٠٦.

## IDEA 1997 مقابل IDEA 2004
منذ أن تم توقيعه ليصبح قانونًا، خضع قانون التعليم لجميع الأطفال المعوقين لعام ١٩٧٥ لعدة مراجعات. وقد تم إنشاؤه في البداية لضمان حصول جميع الأطفال على تعليم عام مجاني ومناسب. تُجرى التحديثات تقريبًا كل خمس سنوات. تم تفويض التعديلات في عام ٢٠٠٤ تحت الاسم الجديد "قانون تحسين تعليم الأفراد ذوي الإعاقات". وفي عام ٢٠٠٦، أُجريت تعديلات إضافية على قانون تحسين تعليم الأفراد ذوي الإعاقات مع إصدار اللوائح النهائية. وقد تطلبت هذه اللوائح من المدارس استخدام تدخلات قائمة على الأبحاث في عملية مساعدة الطلاب الذين يواجهون صعوبات في التعلم، أو في تحديد الأهلية للحصول على التعليم الخاص. وقد طبّقت العديد من المدارس منهج "الاستجابة للتدخل" كطريقة لتلبية المتطلبات الجديدة التي حددها قانون تحسين تعليم الأفراد ذوي الإعاقات 2004.

## التعديلات على عملية خطة التعليم الفردية
1. محتوى خطة التعليم الفردية - تشمل الأهداف السنوية، الأهداف قصيرة المدى، التقدم التعليمي، التعليم الخاص والخدمات ذات الصلة، التسهيلات والتقييمات البديلة، والانتقالات.
2. حضور اجتماعات خطة التعليم الفردية - يمكن إعفاء أحد أعضاء فريق خطة التعليم الفردية إذا لم تكن خدمته موضع نقاش في الاجتماع. ويجب أن تتم الموافقة على ذلك من قبل المدرسة والأهل.
3. خطط التعليم الفردية بناءً على اتفاق.
4. مراجعة وتعديل خطط التعليم الفردية.
5. الانتقال - يوضح أن خدمات الانتقال يجب أن تبدأ في سن ١٦ عامًا، ويجب أن تتضمن قائمة بالمسؤوليات المشتركة بين الوكالات والموارد اللازمة.
6. وسائل بديلة للمشاركة في الاجتماعات.

## التعديلات على الإجراءات القانونية
تشمل التعديلات على الإجراءات القانونية ما يلي: يجب توزيع إشعار الضمانات الإجرائية مرة واحدة في السنة فقط، للأهل الحق في ممارسة حقوق الإجراءات القانونية خلال سنتين، تعديلات في إجراءات إشعار الشكوى القانونية، يجب على الأهل حضور جلسة حل إلزامية قبل بدء الإجراءات القانونية، المسؤولية عن أتعاب المحاماة، ومتطلبات لقضاة السمع.

## التعديلات على انضباط الطلاب
١. يمنح موظفي المدرسة سلطة جديدة لتحديد الإجراءات التأديبية على أساس كل حالة على حدة.
٢. معايير جديدة لتحديد ما إذا كان السلوك ناتجًا عن الإعاقة، حيث أصبح عبء الإثبات على الأهل، ويجب عليهم إثبات أن السلوك كان "ناتجًا عن أو له علاقة مباشرة وجوهرية بإعاقة الطفل"، أو كان "نتيجة مباشرة لفشل الهيئة التعليمية المحلية في تنفيذ خطة التعليم الفردية".
٣. إدخال معيار جديد للظروف الخاصة (المخدرات، الأسلحة، الإيذاء الجسدي الخطير).

## موارد
- شراكة قانون تحسين تعليم الأفراد ذوي الإعاقات: تعكس شراكة قانون تحسين تعليم الأفراد ذوي الإعاقات العمل التعاوني لأكثر من 50 منظمة وطنية، ومقدمي مساعدة فنية، ومنظمات ووكالات على مستوى الولايات والمستوى المحلي. بالتعاون مع برنامج OSEP، تُشكل المنظمات الشريكة مجتمعًا قادرًا على تغيير أسلوب عملنا وتحسين نتائج الطلاب والشباب ذوي الإعاقة. ملتزمون بتحسين نتائج الطلاب والشباب ذوي الإعاقة من خلال العمل والتعلم المشترك.
- تقرير مؤتمر حول مشروع قانون مجلس النواب رقم ١٣٥٠، "قانون تحسين تعليم الأفراد ذوي الإعاقة لعام ٢٠٠٤" (مصدر خارجي)
- قانون تعليم الأفراد ذوي الإعاقة: تحليل التغييرات التي أجراها القانون PL 108-446، تحليل دائرة البحوث في الكونجرس لقانون تعليم الأفراد الجديد - 5 يناير. يوضح هذا التقرير التغييرات التي أجراها القانون PL 108-446 والتي تغطي جميع أجزاء IDEA ولكنه يركز على الجزء B، الذي يجيز المنح للأطفال ذوي الإعاقة الذين تتراوح أعمارهم بين ثلاث وواحد وعشرين عامًا ويحتوي على أحكام رئيسية تتعلق بهيكل التعليم الخاص والخدمات ذات الصلة والضمانات الإجرائية التي تضمن توفير التعليم العام المناسب المجاني للأطفال ذوي الإعاقة. [1]
- الرابطة الوطنية لمديري التعليم الخاص بالولايات: تُقدم الرابطة دراسةً مُقارنةً من 200 صفحة تُقارن القانون الحالي بالقانون المُعدّل الذي وقّعه الرئيس بوش في 3 ديسمبر. سعر النسخة الواحدة 15 دولارًا أمريكيًا؛ وتُمنح الطلبات المُجمّعة التي تضم 100 نسخة أو أكثر خصمًا بنسبة 15%. لطلب نسختك، يُرجى إرسال شيك أو طلب شراء إلى الرابطة الوطنية لمديري التعليم الخاص بالولايات، 1800 طريق دياغونال، جناح 320، الإسكندرية، فيرجينيا 22314، عناية: سي. بورغمان. الوثيقة غير متوفرة إلكترونيًا.
- مجلس الأطفال الاستثنائيين: أحدث المعلومات حول إعادة إقرار قانون تعليم الأفراد ذوي الإعاقة لعام 2004 بما في ذلك ملخص وتحليل لقانون تعليم الأفراد ذوي الإعاقة الجديد، والبيانات الصحفية حول مشروع القانون، ورابط لمشروع القانون نفسه.
- المعلمون المؤهلون تأهيلاً عالياً: تحسين جودة المعلمين، المنح الحكومية، قانون تعليم ذوي الاحتياجات الخاصة، الجزء أ، التوجيه غير التنظيمي، 3 أغسطس/آب 2005: يتضمن هذا التوجيه أيضاً أسئلة حول سياسات مرونة المعلمين المؤهلين تأهيلاً عالياً، ومراجعات وتوسيعات لإجابات عدة أسئلة، ومراجعات للموعد النهائي الذي يجب أن يصبح فيه المساعدون المهنيون مؤهلين تأهيلاً عالياً، ومعلومات جديدة حول معلمي التربية الخاصة المؤهلين تأهيلاً عالياً نتيجة إعادة إقرار قانون تعليم ذوي الاحتياجات الخاصة. هذا التوجيه قيد المراجعة حالياً، وسيصدره قسم التعليم قريباً. [2]